# Wrike
Wrike — Wrike Inc. è uno sviluppatore americano di software per il project management con sede a San Jose, California. L'azienda fu fondata nel 2006 e lanciò la prima versione beta del suo prodotto nel 2007.

Il prodotto principale di Wrike è uno strumento online per la collaborazione e il project management. Permette ai suoi utenti di modificare progetti, classificare le attività per importanza, tenere traccia dei programmi e collaborare online con altri utenti dello stesso gruppo.

## Storia
L'idea di uno strumento flessibile per il project management arrivò nel 2004 da Andrew Filev, il fondatore di Wrike, in seguito all'esperienza personale e a quella del suo gruppo, che portò a dover affrontare problemi di collaborazionali.

Dal momento che il tramite per la cooperazione nelle imprese di medie e piccole dimensioni è lo scambio di e-mail, Wrike fu sviluppato in modo che queste ultime fossero una delle funzionalità chiave. Per gli utenti sono disponibili oggi plug-in Outlook e Apple Mail.

Nell'Aprile 2011 Wrike fu integrato a Google Documenti, più tardi toccò a Google Apps e, alla fine del 2012, a Dropbox. Inoltre, la fine del 2011 portò al rilascio di una nuova funzionalità che permise di modificare online file MS Office senza doverli scaricare sul computer.

Nel 2009 iniziò la localizzazione linguistica di Wrike: venne lanciata la versione spagnola. Dalla fine del 2012 Wrike diventò disponibile in altre 6 lingue, incluso l'Italiano.

A maggio 2012 Wrike distribuì una versione gratuita dedicate a gruppi con più di 5 utenti. Nel novembre dello stesso anno uscirono nuove applicazioni per telefonia mobile: un'app per dispositivi Android e iOS e una versione browser per piattaforme mobili.

## Funzionalità principali
Da febbraio 2013 Wrike vanta le seguenti funzionalità:
- Flusso dei movimenti in tempo reale
- Diagrammi di Gantt dinamici (linea temporale)
- Condivisione file e modifiche online
- Gestione del carico di lavoro e rilevamento temporale
- App per iPhone e Android
- Plug-in Outlook e Apple Mail
- Integrazione Dropbox e Google Documenti
- Resoconti personalizzati
- Discussioni
- Classificazione attività per importanza

## Piani abbonamento
Wrike offre una versione gratuita per gruppi con più di 5 utenti con un numero illimitato di collaboratori, i quali possono visualizzare le attività condivise con loro. Gli abbonamenti Premium iniziano da 5 utenti (5, 15, 25, 50 e più). Tutti i piani abbonamento, inclusa la versione gratuita, permettono di gestire un numero illimitato di progetti e di attività e di avere un numero illimitato di collaboratori. Ogni piano presenta un periodo di prova gratuita per 15 giorni.